# Ewa Kopacz
Ewa Bożena Kopacz, född Lis den 3 december 1956 i Skaryszew i Masoviens vojvodskap, är en polsk läkare och politiker. Hon var Polens premiärminister mellan 22 september 2014 och 15 november 2015 samt partiledare för det liberalkonservativa partiet Medborgarplattformen mellan 8 november 2014 och 6 januari 2016.
Ewa Kopacz är dotter till Mieczysław och Krystyna Lis. Fadern var mekaniker och modern sömmerska. Ewa Kopacz har en dotter, även hon är läkare.
Kopacz är utbildad barnläkare med examen från Medicinska universitetet i Lublin och gick in i politiken 2001. Hon har bland annat varit hälsovårdsminister och talman i parlamentet.